# Slam (песня Onyx)
«Slam» — второй сингл американской хардкор-рэп-группы Onyx из их дебютного студийного альбома Bacdafucup, выпущенный 11 мая 1993 года на лейбле JMJ Records, Rush Associated Labels и Chaos Recordings.
Эта песня ввела в хип-хоп слэм. «Slam» был прорывным синглом Onyx, который достиг 4 места в чарте Billboard Hot 100, и стал вторым синглом группы, который достиг 1 места в чарте Hot Rap Singles, где он находился в течение двух недель. Сингл был сначала сертифицирован как «золотой» 7 июля 1993 года, прежде чем был сертифицирован как «платиновый» 10 августа 1993 года. Согласно Фредро Старру, за всё время было продано около 5 миллионов копий сингла.
Песня была засемплирована более чем 25 рэп-артистами, включая GZA, Eminem, PMD, Shaquille O'Neal и Krazy Drayz из Das EFX. Песня «Slam» использовалась в фильмах, таких как How High и телевизионных шоу, таких как Шоу Кливленда, Сегодня вечером с Джимми Фэллоном и Lip Sync Battle, а также в многочисленных рекламных роликах, включая Nike, ESPN, SoBe и Gatorade. Песня была включена в саундтрек к баскетбольному симулятору NBA 2K18.
В 2013 году песня была перезаписана группой и была выпущена на сборнике Urban Classics of the 80’s 90’s & 2000’s.

## Запись
К тому времени, когда альбом был записан, Jam Master Jay решил, что группа ещё не имеет хит-сингла. Он отправил их обратно в студию. «Slam» была последней песней, записанной для альбома, и была создана в студии за 7 дней.
«…Нам нужно было сделать песню, которая была бы столь же агрессивна, или более агрессивна, но её можно было ставить на радио. Мы провели целую неделю в студии, и вот как „Slam“ был создан.»

Лейбл Def Jam знал, что они сделали что-то особенное, когда выпустили сингл Onyx «Slam».
«…Нам нужно было что-то, с чем мы могли бы их прикончить, и при этом доминировать над радио», — вспоминает Стики Фингаз. «Именно тогда мы сделали „Slam“, который был такой же сильный, как „Throw Ya Gunz“, но больше подходил для радио, и у него была концепция.»

Песня была создана под влиянием видеоклипа на песню «Smells Like Teen Spirit» группы Nirvana. Мелодия была вдохновлена песней «The Champ» группы The Mohawks. Песня «Slam» ввела в хип-хоп слэм, который ранее можно было увидеть в толпе только на рок-концертах.
«…Мы хотели принести слэм в рэп. Хотите верьте, хотите нет, группа Nirvana оказала большое влияние на нас. Red Hot Chili Peppers также. Когда мы писали альбом, песня „Smells Like Teen Spirit“ появлялась повсюду в то время [на MTV], и у них был слэм в том видео. Так что отчасти это пришло оттуда. Группа Run-D.M.C. сделала роковую вещь прежде нас, но никто не принёс слэм в хип-хоп до нас. Мы вывели слэм на другой уровень.»

## Радио
По состоянию на 28 мая 1993 года «Slam» играл на 21 радиостанции, включая ранние заявки на радио Hot 97.
Хип-хоп-редактор Дарт Адамс написал статью об Onyx, где он вспомнил первое появление песни на радио и видео ротации: «„Slam“ транслировался как на MTV, так и на BET, он был очень хорошо воспринят на радио, и этот сингл вышел во время плей-офф игр НБА 1993 года. НБА начала играть песню на аренах и даже добавила её в свою новую рекламную кампанию. К тому же у Onyx был второй рэп-сингл под номером один, который добрался до 4-го места в чарте Billboard Hot 100 и заработал для них платиновую табличку от RIAA».
Funkmaster Flex был одним из первых диджеев, которые ставили «Slam» в радиоэфир. Он ставил песню в своём шоу Friday Night Street Jam на радио Hot 97.
Песня также играла в шоу The Stretch Armstrong & Bobbito Show до того, как сингл был официально выпущен.
Сингл помог дебютному альбому «Bacdafucup» стать платиновым в 1993 году.

## Музыкальное видео
Музыкальное видео было снято Паррисом Мэйхью, известным в прошлом как гитарист и автор песен группы Cro-Mags. Производственная компания Дрю Стоуна, Stone Films NYC, была продюсером этого видео. Съёмки видеоклипа на песню «Slam» происходили в Нью-Йорке и в Лос-Анджелесе в феврале 1993 года. Съёмки внутри здания были выполнены на студии Broadway Stages в Куинсе, в то время как съёмка снаружи велась в Комптоне. Премьера видеоклипа состоялась на телеканале The Box 25 марта 1993 года. Расселл Симмонс, Run-D.M.C., Boss, Flatlinerz и Biohazard приняли участие в съёмках видеоклипа. Музыкальное видео начинается с группы, окружённой толпой, которая прыгает вверх и вниз. Onyx исполняет песню снаружи, на складе и по мере того, как они прыгали в толпу на руки зрителей. В видеоролике был показан слэм, мош, крауд-сёрфинг.
Видео попало на MTV прямо тогда, когда телеканал начал играть более жёсткий рэп. Патти Галуцци была программным директором MTV: «И мы ставили этот клип в жёсткой ротации. Он был под номером 13 в списке 100 лучших видео 1993 года, который был огромен на события.»
Музыкальный видеоклип был на первом месте в передаче MTV Most Wanted в течение 4 месяцев и попал на первое место в передаче Weekly Countdown на MTV в 1993 году.
По состоянию на 28 мая 1993 года музыкальное видео «Slam» находилось три недели в активной ротации на MTV, находилось в десятке самых популярных видео по заявкам и было девятым по счёту воспроизводимым видео на телеканале MTV.
Видео можно найти на DVD-диске Onyx: 15 лет видео, истории и насилия 2008 года и на DVD-диске And Ya Don’t Stop: Hip Hop’s Greatest Videos, Vol. 1 2000 года.

## Slam (Bionyx remix)
Лиор Коэн придумал идею сделать белую версию песни «Slam». Официальный ремикс под названием «Slam (Bionyx remix)» был записан с хэви-метал группой Biohazard. Ремикс был впервые выпущен на макси-сингле «Slam: The Alternatives» 22 июня 1993 года.
В мае 1993 года Паррис Мэйхью снял третье видео для Onyx, на песню «Slam (Bionyx remix)». Производственная компания Дрю Стоуна, Stone Films NYC, снова была продюсером этого видео. Видео было снято на студии The Academy в Нью-Йорке. Redman принял участие в съёмках видео. Видео на песню «Slam (Bionyx remix)» было использовано в американском анимационном ситкоме «Бивис и Баттхед» в 1993 году в эпизоде Buff 'N' Stuff.
Этот макси-сингл помог основному синглу «Slam» стать платиновым 10 августа 1993 года.

Группа Onyx спасла лейбл Def Jam благодаря успешно проданным синглам «Slam» и «Slam: The Alternatives», и дебютному альбому Bacdafucup.
«… Slam был уже платиновым, затем мы сделали его с группой Biohazard, и он стал дважды платиновым», — говорит Стики Фингаз. «Фактически мы спасли Def Jam. Мы продали два миллиона синглов, и мы продали два миллиона альбомов.»

## Исполнение песни на телевидении
- Песня была исполнена живьём группой Onyx на телепередаче Yo! MTV Raps (Live Fridays) в марте 1993 года.
- Группа Onyx появилась с песней «Slam» в скетче на телепередаче In Living Color телеканала Fox 9 мая 1993 года.
- Группа Onyx исполнила песню живьём на телепередаче Rosie Perez presents Society’s Ride, вышедшей в эфир на телеканале HBO 14 мая 1993 года.
- «Slam» была исполнена живьём группой Onyx на ток-шоу Шоу Арсенио Холла, вышедшем в эфир 3 июня 1993 года.
- «Slam» была исполнена живьём группой Onyx в театре The Academy Theatre в Нью-Йорке на шоу Phat Jam Расселла Симмонса, транслируемом через платное кабельное телевидение 18 июня 1993 года.
- Группа Onyx исполнила песню живьём на музыкальном телешоу It’s Showtime at the Apollo, вышедшем в эфир 6 ноября 1993 года.
- Песня была исполнена живьём группой Onyx на американской музыкально-танцевальной телевизионной программе Soul Train, вышедшей в эфир 11 декабря 1993 года.
- Группа Onyx исполнила песню живьём на церемонии Soul Train Music Awards, показанной по телевидению 15 марта 1994 года. На этой церемонии группа выиграла в номинации Лучший рэп-альбом за альбом Bacdafucup.
- Группа Onyx исполнила песню живьём на церемонии Hip Hop Honors 23 сентября 2009 года. Церемония позже была показана на телеканале VH1.
- Песня была исполнена живьём группой Onyx на концерте Yo! MTV Raps: 30th Anniversary Experience в Бруклинском Барклайс-центре 1 июня 2018 года. MTV транслировал концерт на своём веб-сайте, и в социальных сетях Facebook, Twitter и YouTube.[17]
- Песня была исполнена живьём на шоу «Вечерний Ургант» на «Первом канале» 19 февраля 2020 года[18][19].

## Появления

### Появление на телевидении
- В 1993 году видео на песню «Slam (Bionyx remix)» было использовано в американском анимационном ситкоме Бивис и Баттхед в эпизоде Buff 'N' Stuff, вышедшем в эфир 14 октября 1993 года.
- В 1994 году Тоби Хасс сделал кавер-версию песни «Slam», исполнив её в стиле Фрэнка Синатры. Шоу было частью серии заставок телеканала MTV под названием MTV Keeps You Plugged In.[20]
- В 1994 году песня использовалась профессиональной рестлинг командой Public Enemy.[21] Включая событие Hardcore Heaven во время боя между командами The Public Enemy и The Bad Breed.[22][23]
- В 1995 году песня «Slam» появилась на шоу Superock телеканала MTV.[24]
- В 2007 году Sebastian Bach сделал кавер-версию песни, исполнив её в восьмом и последнем эпизоде нового еженедельного шоу MTV Celebrity Rap Superstar.[25]
- В 2011 году песня появилась в американском комедийном клип-шоу Ridiculousness, в эпизоде Biker Fox, вышедшем в эфир MTV 14 ноября 2011 года.[26]
- В 2013 году песня «Slam» появилась в американском взрослом анимационном ситкоме Шоу Кливленда, в эпизоде Mr. & Mrs. Brown.
- В 2015 году песня «Slam» появилась в американском полицейском ситкоме Brooklyn Nine-Nine, в эпизоде Yippie Kayak.
- В 2016 году Джимми Фэллон исполнил песню «Slam» на передаче Сегодня вечером с Джимми Фэллоном в баттле против актёра Сета Роген в категории Lip Sync Battle.
- В 2016 году Кевин Харт исполнил песню «Slam» на шоу Lip Sync Battle телеканала Spike TV в баттле против Оливии Манн.
- В 2016 году песня «Slam» была использована на ТВ шоу Танцы телеканала ТНТ, вышедшем в эфир 17 декабря 2016 года.[27]

### Появление в фильмах
- В 2001 году песня «Slam» появилась в фильме How High, но не была включена в официальный саундтрек.
- В 2013 году песня «Slam» появилась в фильме о скейтбординге Capital Distruct.[28]
- В 2015 году песня «Slam» появилась в американской комедийной драме Dope.
- В 2017 году перезаписанная версия песни «Slam» была включена в саундтрек к фильму Домен дьявола. Песня также была исполнена участниками группы Onyx в этом фильме.
- В 2017 году песня «Slam» прозвучала в комедийном фильме Битва преподов.

### Появление в видеоиграх
- В 2010 году песня «Slam» была включена в рэп-игру Def Jam Rapstar.[29]
- В 2012 году песня «Slam» была включена в музыкальную игру NBA Baller Beats.[30]
- В 2012 году песня «Slam» была включена в саундтрек к баскетбольному симулятору NBA 2K18.

### Появление в рекламе
- В 2002 году песня «Slam» появилась в рекламе SoBe.[31]
- В 2006 году песня «Slam» появилась в рекламе Nike с участием американского баскетболиста Винса Картера.[32][33]
- В 2011 году песня «Slam» была использована для рекламы документального фильма The Fab 5 о мужской баскетбольной команде штата Мичиган «The Fab 5».[34]
- В марте 2014 года песня «Slam» прозвучала в рекламе Gatorade Fierce с участием звезды НБА Пола Джорджа из команды Индиана Пэйсерс.[35][36]

## Публикации в изданиях
В 1993 году журнал The Source описал «Slam» как песню, которая ввела слэм в хип-хоп, написав «С этим синглом Onyx собирается представить искусство слэма для молодёжи Чёрной Америки. Обрушившись друг на друга и передавая микрофон туда и обратно, жёсткие головы атакуют редкие басовые и ударные звуки трека с лихорадочным уровнем энергии, который набирает обороты, когда их предыдущий сингл про оружие уже остыл. Лирика тяжёлая и мерзкая, а припев требует, чтобы „би-бои сделали шуму“.» В 1993 году журнал The Face поместил песню в свой список Записи 1993 года. В 1994 году MTV поместило видеоклип на песню в свой список 100 лучших видео MTV за 1993 год. В 1994 году журнал Spin поместил песню в свой список Лучшие 5 хип-хоп-песен 1993 года. В 1999 году редакторы журнала Ego Trip оценили песню в своём списке 40 величайших хип-хоп-синглов 1993 года в книге Ego Trip’s Book of Rap Lists. В 2005 году Брюс Поллок поместил песню в свою книгу Индекс рок-песни: 7500 самых важных песен эпохи рок-н-ролла, 1944—2000. В 2011 году журнал XXL поместил песню в свой список 250 величайших рэп-песен 90-х. В 2013 году журнал Complex поместил музыкальное видео на песню в свой лист 50 лучших рэп-видео 90-х. В 2013 году журнал Complex поместил песню в свой список 25 рэп-песен, которые заставят вас ударить кого-то в лицо. В 2014 году журнал XXL поместил песню в свой список 40 лет хип-хопа: 5 лучших синглов 1993 года. В 2014 году веб-сайт DigitalDreamDoor поместил песню в список 100 величайших песен 1993 года. В 2014 году британская газета The Guardian поместила песню в список Def Jam: 10 лучших. В 2015 году журнал Complex поместил песню в свой список 100 лучших нью-йоркских рэп-песен. В 2015 году бесплатный онлайн веб-портал AskMen поместил песню в свой список 50 лучших летних песен 90-х годов. В 2016 году журнал XXL поместил песню на первое место в свой список 20 лучших хип-хоп-песен для тренировок. В 2017 году журнал Complex поместил песню Biohazard и Onyx «Slam (Bionyx Remix)» в свой список Лучшие рэп-рок-песни. В 2018 году музыкальный блог Riffs & Rhymes поместил песню в свой список 20 задиристых бейсбольных песен. В 2019 году сайт LiveAbout.com поместил песню на 13 место в свой список 25 рэп-песен, чтобы тебя взбодрить. В 2020 году сайт LiveAbout.com поместил песню на 14 место в свой список 40 лучших хип-хоп-песен для тренировок.
| Издание          | Страна         | Похвала                                                                | Год  | Позиция |
| ---------------- | -------------- | ---------------------------------------------------------------------- | ---- | ------- |
| The Face         | Великобритания | Записи 1993 года                                                       | 1993 | 6       |
| The Guardian     | Великобритания | Def Jam: 10 лучших                                                     | 2014 | 7       |
| AskMen           | Великобритания | 50 лучших летних песен 90-х годов                                      | 2015 | *       |
| The Source       | США            | Пробивные синглы                                                       | 1993 | *       |
| MTV              | США            | 100 лучших видео MTV за 1993 год                                       | 1994 | 13      |
| Spin             | США            | Лучшие 5 хип-хоп-песен 1993 года                                       | 1994 | 4       |
| Ego Trip         | США            | 40 величайших хип-хоп-синглов 1993 года                                | 1999 | 16      |
| Bruce Pollock    | США            | Индекс рок-песни: 7500 самых важных песен эпохи рок-н-ролла, 1944—2000 | 2005 | *       |
| XXL              | США            | 250 величайших рэп-песен 90-х                                          | 2011 | 64      |
| Complex          | США            | 25 рэп-песен, которые заставят вас ударить кого-то в лицо              | 2013 | 14      |
| Complex          | США            | 50 лучших рэп-видео 90-х                                               | 2013 | 48      |
| XXL              | США            | 40 лет хип-хопа: 5 лучших синглов 1993 года                            | 2014 | *       |
| DigitalDreamDoor | США            | 100 величайших песен 1993 года                                         | 2014 | 76      |
| Complex          | США            | 100 лучших нью-йоркских рэп-песен                                      | 2015 | 64      |
| XXL              | США            | 20 лучших хип-хоп-песен для тренировок                                 | 2016 | 1       |
| Complex          | США            | Лучшие рэп-рок-песни                                                   | 2017 | *       |
| Riffs & Rhymes   | США            | 20 задиристых бейсбольных песен                                        | 2018 | *       |
| LiveAbout.com    | США            | 25 рэп-песен, чтобы тебя взбодрить                                     | 2019 | 13      |
| LiveAbout.com    | США            | 40 лучших хип-хоп-песен для тренировок                                 | 2020 | 14      |

## Список композиций

### Сторона А
1. «Slam» — 3:36
2. «Slam» (Instrumental) — 3:36

### Сторона Б
1. «Da Nex Niguz» — 4:05
2. «Da Nex Niguz» (Instrumental) — 4:05

### Slam: The Alternatives
1. «Slam» (Bionyx remix) — 3:41
2. «Slam» (Industrial Strength Remix) — 3:35
3. «Slam» (LP Version) — 3:39
4. «Slam» (Nuclear Waste Industrial Mix) — 3:35
5. «Slam» (Glow In The Dark Frustration Mix) — 3:27

## Семплы
- The Mohawks — «The Champ» (1968) [Vocals / Lyrics]
- Sam & Dave — «Rich Kind of Poverty» (1967) [Bass]

## Участники записи
- Оникс — исполнитель, вокал
- Фредро Старр — исполнитель, вокал
- Стики Фингаз — исполнитель, вокал
- Суаве — исполнитель, вокал
- Биг Ди эС — исполнитель, вокал
- Джейсон Майзелл — продюсер
- Шайлоу Паркер — продюсер
- Кул Ти — продюсер
- Тони Доузи — мастеринг
- Рич Джулай — инженер
- Трой Хайтауэр — инженер
- Норман Буллард — ассистент инженера

## Чарты

### Еженедельные чарты
| Чарт (1993)                                    | Высшая позиция |
| ---------------------------------------------- | -------------- |
| Billboard Hot 100                              | 4              |
| Hot R&B/Hip-Hop Singles & Tracks (Billboard)   | 11             |
| Hot Rap Singles (Billboard)                    | 1              |
| Hot Dance Music/Maxi-Singles Sales (Billboard) | 1              |
| Rhythmic Top 40 (Billboard)                    | 9              |
| Hot R&B/Hip-Hop Airplay (Billboard)            | 21             |
| Radio Songs (Billboard)                        | 23             |
| Top 30 Rap Singles (Cashbox)                   | 1              |
| Top 100 R&B Singles (Cashbox)                  | 13             |
| Top 100 Pop Singles (Cashbox)                  | 5              |
| Gavin Rap Retail Singles (Gavin Report)        | 1              |
| Gavin Urban Singles (Gavin Report)             | 25             |
| UK Top 40                                      | 31             |
| Германия (GfK)                                 | 41             |
| Новая Зеландия (Recorded Music NZ)             | 26             |

### Итоговые годовые чарты
| Чарт (1993)                               | Позиция |
| ----------------------------------------- | ------- |
| Billboard Hot 100                         | 37      |
| Hot Rap Singles (Billboard)               | 13      |
| Hot R&B/Hip-Hop Singles Sales (Billboard) | 31      |
| Hot R&B Singles (Billboard)               | 59      |
| Hot 100 Singles (Billboard)               | 37      |
| Top 50 Pop Singles (Cashbox)              | 40      |

## Сертификации
| Регион | Сертификация | Продажи |
| --- | ------------ | ------- |
| США (RIAA) | Платиновый   | 900,000 |
| * Данные о продажах приведены только на основе сертификации. ^ Данные о тиражах приведены только на основе сертификации. |              |         |